# Sam Brownback

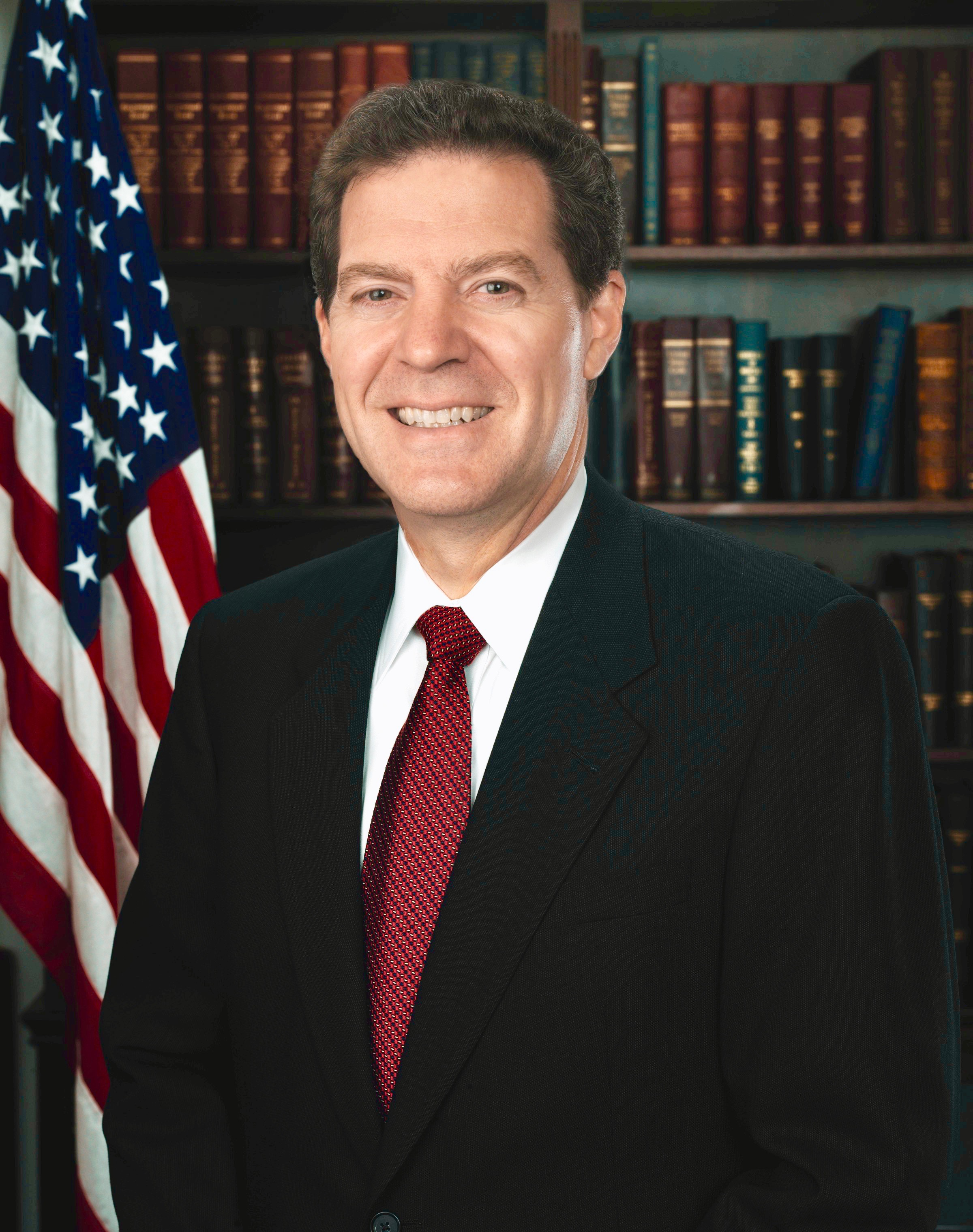
Sam Brownback

Samuel Dale „Sam“ Brownback (* 12. September 1956 in Garnett, Anderson County, Kansas) ist ein US-amerikanischer Politiker der Republikanischen Partei. Er war von Januar 2011 bis Januar 2018 Gouverneur von Kansas. Zuvor vertrat er diesen Bundesstaat in beiden Kammern des Kongresses.
Von 2018 bis 2021 war Brownback United States Ambassador-at-Large for International Religious Freedom.

## Biografie
Brownback wurde in Garnett geboren und wuchs in der benachbarten Gemeinde Parker auf. Er engagierte sich in seiner Highschool-Zeit für die Organisation Future Farmers of America. 1982 schloss er sein Jura-Studium an der University of Kansas ab. 1994 wurde er erstmals ins Repräsentantenhaus der Vereinigten Staaten gewählt; nur zwei Jahre (1996) später gewann er die Wahl zum US-Senator für Kansas gegen die Demokratin Jill Docking. Dieser Sitz war frei geworden, weil Robert Joseph "Bob" Dole im Sommer 1996 zugunsten seiner Präsidentschaftskampagne vom Amt des Senators und des Mehrheitsführers der Republikaner im Senat zurückgetreten war.  2004 wurde er mit 69 % der Stimmen gegen Lee Jones klar wiedergewählt. Brownbacks wichtigste Funktion im Senat war die als Mitglied des United States Senate Committee on the Judiciary.
Er trat 2010 nicht zur Wiederwahl an, weil er eine Begrenzung der Amtszeit für Kongressmitglieder unterstützt. Stattdessen bewarb er sich erfolgreich um das Amt des Gouverneurs von Kansas. Mit einem Stimmenanteil von 63,3 Prozent gewann er deutlich gegen den Demokraten Tom Holland, sodass er am 10. Januar 2011 die Nachfolge von Mark Parkinson antreten konnte. Brownbacks Vizegouverneur ist Jeff Colyer.
Bei der Gouverneurswahl 2014 trat Brownback für eine zweite Amtszeit ein. Sein Herausforderer aus den Reihen der Demokratischen Partei war Paul Davis, der Fraktionsvorsitzende seiner Partei im Repräsentantenhaus des Bundesstaates. Obwohl das ländliche Kansas als mehrheitlich den Republikanern zugeneigt galt, wurde eine Wiederwahl Brownbacks aufgrund sinkender Zustimmungswerte als unsicher angesehen. Zwischen April und September konnte Davis mehrere Umfragen anführen. Auch wurde die Kandidatur seines Herausforderers von mehr als einhundert republikanischen Politikern offen unterstützt, die mit der Politik Brownbacks unzufrieden waren. Am Wahltag konnte sich schließlich Brownback mit vier Prozent Vorsprung auf Davis durchsetzen. Damit konnte er 2015 eine zweite Amtszeit antreten.
Er ist verheiratet mit Mary Stauffer und hat mit ihr fünf Kinder (drei Töchter und zwei Söhne; zwei der Kinder sind adoptiert).

## Politische Einstellungen
Brownback gilt als Favorit der religiösen Rechten, eines Großteils der republikanischen Wählerschicht. Seine politischen Einstellungen sind sehr konservativ. Er lehnt die gleichgeschlechtliche Ehe genauso ab wie Pornografie, ist für die Einführung der Intelligent-Design-Lehre an Schulen parallel zur Evolutionstheorie und lehnt Abtreibungen strikt ab. In Bezug auf die Menge der Abtreibungen in den USA bezeichnete er diese öffentlich als „Holocaust“. Er vertritt die Auffassung, dass die Verfassung der Vereinigten Staaten kein Recht auf Privatsphäre beinhaltet und sieht im Gegensatz zum ehemaligen US-Präsidenten George W. Bush die Todesstrafe kritisch und fordert deren Eingrenzung. Im Oktober 2007 favorisierte er den Plan des israelischen Politikers Benjamin Elon, der vorsah, die Palästinenser aus dem Gazastreifen, dem Westjordanland und Ostjerusalem zu vertreiben. Brownback besuchte mehrere Flüchtlingslager im Sudan und forderte bei Genoziden ein militärisches Eingreifen. Anders als viele Republikaner unterstützt er die Anerkennung von illegalen Einwanderern. Er begründete dies mit einem Bibelzitat. Im April 2009 scheiterte sein Gesetzesentwurf zur Begrenzung des Handels mit Konfliktrohstoffen im Kongress. Er verhandelte jedoch 2010 einen Zusatz zum Finanzregulierungsgesetz Dodd–Frank Act herbei, der genau diese Bestimmungen enthielt. § 1502 des Gesetzes erlegt den Unternehmen nun Dokumentations- und Publizitätsverpflichtungen auf, die sicherstellen sollen, dass keine Rohstoffe verwendet werden, die dazu dienen, den bewaffneten Konflikt in der Demokratischen Republik Kongo oder einem angrenzenden Land zu finanzieren.
Er versuchte mit massiven Steuererleichterungen die Wirtschaft von Kansas zu stimulieren. So wurde beispielsweise der Steuersatz für kleine Unternehmen auf 0 gesenkt. Brownback verband damit die Hoffnung auf neue Jobs. Mittlerweile hat Kansas große Probleme mit den Einnahmen. Schulen mussten geschlossen werden. Neue Stellen wurden zwar geschaffen. Allerdings lag die Steigerung unter der von vergleichbaren Bundesstaaten. Durch diese Effekte musste Brownback um seine Wiederwahl fürchten und gilt mittlerweile als unbeliebtester Gouverneur der USA.
Im März 2017 erklärte das oberste Gerichts von Kansas die Bildungsausgaben für verfassungswidrig, weil zwingende Schulaufgaben nicht erfüllt werden. Im Juni zwangen beide, republikanisch dominierten, Häuser des Parlaments Brownback gegen sein zuerst eingelegtes Veto zu Steuererhöhungen von 1,2 Mrd. über zwei Jahre.

## US-Präsidentschaftswahl 2008
Es galt als wahrscheinlich, dass Brownback sich als republikanischer Präsidentschaftskandidat dem Votum der Parteimitglieder stellen würde. Ihm wurde vom bekannten Fernseh-Prediger Pat Robertson Unterstützung zugesagt. Am 5. Dezember 2006 gab Brownback auf seiner Homepage die Kandidatur zu der Präsidentschaftswahl 2008 bekannt, die er allerdings im Oktober 2007 wegen mangelnder Spendeneinnahmen aufgeben musste.

## Film
Brownback kommt in einer Szene des satirischen Dokumentarfilms Religulous von Bill Maher vor.

## Zitate
“I am not a supporter of a death penalty, other than in cases where we cannot protect the society and have other lives at stake.”